# Miszewo (powiat Kartuski)
Miszewo is een plaats in het Poolse district  Kartuski, woiwodschap Pommeren. De plaats maakt deel uit van de gemeente Żukowo en telt 290 (sołectwo 593) inwoners.